# العلاقات الإندونيسية البوتانية
العلاقات الإندونيسية البوتانية هي العلاقات الثنائية التي تجمع بين إندونيسيا وبوتان.

## مقارنة بين البلدين
هذه مقارنة عامة ومرجعية للدولتين:
| وجه المقارنة                                              | إندونيسيا         | بوتان          |
| --------------------------------------------------------- | ----------------- | -------------- |
| المساحة (كم2)                                             | 1.90 مليون        | 38.39 ألف      |
| عدد السكان (نسمة)                                         | 263.99 مليون      | 807.61 ألف     |
| الكثافة السكانية (ن./كم²)                                 | 138.94            | 21.04          |
| العاصمة                                                   | جاكرتا            | تيمفو          |
| اللغة الرسمية                                             | اللغة الإندونيسية | لغة دزونكا     |
| العملة                                                    | روبية إندونيسية   | نغولترم بوتاني |
| الناتج المحلي الإجمالي (بليون دولار)                      | 1.02 تريليون      | 2.51 مليار     |
| الناتج المحلي الإجمالي (تعادل القوة الشرائية) بليون دولار | 2.85 تريليون      | 6.49 مليار     |
| الناتج المحلي الإجمالي الاسمي للفرد دولار أمريكي          | 3.35 ألف          | 2.66 ألف       |
| الناتج المحلي الإجمالي للفرد دولار أمريكي                 | 10.52 ألف         | 7.82 ألف       |
| مؤشر التنمية البشرية                                      | 0.684             | 0.605          |
| رمز المكالمات الدولي                                      | +62               | +975           |
| رمز الإنترنت                                              | .id               | .bt            |
| المنطقة الزمنية                                           |                   | ت ع م+06:00    |

## منظمات دولية مشتركة
يشترك البلدان في عضوية مجموعة من المنظمات الدولية، منها:
| علم المنظمة | اسم المنظمة                        | تاريخ انضمام إندونيسيا | تاريخ انضمام بوتان |
| ----------- | ---------------------------------- | ---------------------- | ------------------ |
|             | بنك التنمية الآسيوي                | 1966                   | 1982               |
|             | مؤسسة التنمية الدولية              | 20 أغسطس 1968          | 28 سبتمبر 1981     |
|             | يونسكو                             | 27 مايو 1950           | 13 أبريل 1982      |
|             | وكالة ضمان الاستثمار متعدد الأطراف | 12 أبريل 1988          | 21 أكتوبر 2014     |
|             | الأمم المتحدة                      | 28 سبتمبر 1950         | 21 سبتمبر 1971     |
|             | الاتحاد البريدي العالمي            | ?                      | ?                  |
|             | البنك الدولي للإنشاء والتعمير      | 13 أبريل 1967          | 28 سبتمبر 1981     |
|             | الاتحاد الدولي للاتصالات           | 1949                   | 15 سبتمبر 1988     |
|             | منظمة حظر الأسلحة الكيميائية       | ?                      | ?                  |
|             | مؤسسة التمويل الدولية              | 23 أبريل 1968          | 1 ديسمبر 2003      |
|             | منظمة الشرطة الجنائية الدولية      | 5 أكتوبر 1954          | ?                  |

## وصلات خارجية
- موقع وزارة الخارجية الإندونيسية
- موقع وزارة الخارجية البوتانية